# Émile Joly
Émile Joly (Châtelineau, Châtelet, 4 d'abril de 1904 - Montigny-le-Tilleul, 24 de febrer de 1980) va ser un ciclista belga, que fou professional entre 1928 i 1936. Durant la seva carrera esportiva aconseguí una vintena de victòries, destacant la Volta a Bèlgica de 1930.

## Palmarès
- 1928
  - Campió de Bèlgica d'independents
  - 1r a la Brussel·les-Lieja d'independents
  - 1r al Gran Premi Faber
- 1929
  - 1r al Circuit de París
- 1930
  - 1r a la Volta a Bèlgica i vencedor de 2 etapes
  - 1r al Circuit de París
  - 1r a la París-Fourmies
  - 1r a la Marsella-Lió
  - Vencedor d'una etapa del Gran Premi del Centenari
- 1931
  - 1r a la París-Limoges
  - 1r a la París-Fourmies
  - 1r a la París-Rennes
  - 1r a la Brussel·les-Anvers-Brussel·les i vencedor de 2 etapes
- 1932
  - 1r al Circuit de l'Oest
- 1935
  - Vencedor d'una etapa de la Volta a Bèlgica

### Resultats al Tour de França
- 1929. Abandona (15a etapa)
- 1933. Abandona (1a etapa)